# 鶴岡トシ
鶴岡トシ（つるおか トシ、1894年7月11日～1978年8月3日）は、昭和期の北海道の教育者。北海道文教大学短期大学部初代学長。

## 生涯[2]
新潟県出身。越後国藩士の家に生まれる。1908年、新潟県立新潟高等女学校（現・新潟県立新潟中央高等学校）卒業。1908年より1917年まで新潟県内の小学校教諭。1912年、帝国女子専門学校（現・相模女子大学）卒業。北海道へ渡り、1917年、成美女学校（現・せいとく介護こども福祉専門学校）専任教諭。1942年6月、北海道女子栄養学校を設立し、校長に。1960年4月、北海道栄養学校校長に就任。1963年4月、北海道栄養短期大学を設立し、初代学長に。1963年12月、学校法人鶴岡学園初代理事長で夫の鶴岡新太郎が急逝し、2代理事長に就任。1965年4月、藤の沢女子高等学校（現・北海道文教大学明清高等学校）3代校長に就任。1970年4月、北海道栄養短期大学附属幼稚園（現・北海道文教大学附属幼稚園）を設立し、初代園長となる。
1983年7月、北海道栄養短期大学構内に鶴岡トシ・鶴岡新太郎の胸像が建立された。

## 受賞歴
- 1967年　北海道知事表彰
- 1968年　勲四等瑞宝章
- 1975年　北海道開発功労賞